# Certified Information Systems Auditor
Certified Information Systems Auditor (CISA) es una certificación para auditores respaldada por (ISACA) Information Systems Audit and Control Association (Asociación de Control y Auditoría de Sistemas de Información). Los candidatos deben cumplir con los requisitos establecidos por la ISACA.

## Historia
La certificación CISA fue establecida en 1978, debido a las siguientes razones:
- Desarrollar y mantener una herramienta que pueda ser utilizada para evaluar las competencias de los individuos al realizar auditorías de sistemas.

- Proveer una herramienta motivacional para los auditores de sistemas de información para mantener sus habilidades, y monitorizar la efectividad de los programas de mantenimiento.

- Proveer criterios de ayudar y gestión en la selección de personal y desarrolladores.

El primer examen se llevó a cabo en 1981, y los registros han crecido cada año. En la actualidad, el examen es ofrecido en 11 idiomas y más de 200 lugares de todo el mundo. En 2005, la ISACA anunció que el examen se ofrecerá en junio y diciembre, y que empezaría en 2005. Anteriormente, el examen solo había sido administrado anualmente, en junio. Más de 50 mil candidatos han conseguido el certificado CISA.
La certificación CISA es aprobada formalmente por el Departamento de Defensa de los Estados Unidos en la categoría de Aseguramiento de Información Técnica (DoD 8570.01-M).

## Requisitos
Los candidatos a la certificación CISA deben pasar un examen de acuerdo con el Código Profesional de Ética de ISACA, además de comprobar cinco años de experiencia en auditoría de sistemas, control interno y seguridad informática y tener un programa de educación continua. 
En caso de no cumplir con estos requisitos, existen algunas equivalencias definidas en la página de ISACA:
- Un mínimo de un año de experiencia en sistemas de información o un año de experiencia en auditorías operacionales, pueden ser sustituidos por un año de experiencia auditoría de sistemas, control interno y seguridad informática.

- 60 a 120 horas de estudios profesionales pueden ser sustituidos por uno o dos años de experiencia respectivamente de auditoría de sistemas, control interno y seguridad informática.

- 2 años de instructor de tiempo completo en Universidad en campos relacionados (ejemplo: ciencias computacionales, contabilidad, auditoría de sistemas de información, pueden ser sustituidos por un año de experiencia de auditoría de sistemas de información, control interno y seguridad de informática).

## Examen
El examen consiste de 200 preguntas de opción múltiple que deben ser contestadas en 4 horas. El examen está dividido en 5 áreas hasta el manual de 2012:
- El proceso de auditoría de TI (14%)
- Gobierno de TI (14%)
- Administración del ciclo de vida de infraestructura y sistemas (19%)
- Soporte y entrega de servicios de TI (23%)
- Protección de los activos de información (30%)

El examen CISA puede presentarse anualmente en junio, septiembre (desde 2013) y diciembre.